# الكرد في أرمينيا

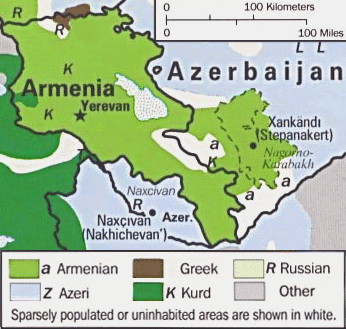
السكان الأكراد في أرمينيا (أخضر غامق).

يشكل الأكراد في أرمينيا (بالأرمنية: Քրդերը Հայաստանում)‏، (بالكردية: Kurdên Ermenistanê)‏ جزءً كبيرًا من السكان الأكراد المهمين تاريخيًا في منطقة ما بعد الاتحاد السوفيتي، وهم يعيشون بشكل أساسي في الأجزاء الغربية من أرمينيا. بدأ أكراد الاتحاد السوفيتي السابق كتابة الكردية بالأبجدية الأرمنية لأول مرة خلال حقبة السياسة الاقتصادية الجديدة في عشرينيات القرن الماضي، ثم اللاتينية في عام 1927، ثم السيريلية في عام 1945، والآن باللغتين السيريلية واللاتينية.
وتماشيًا مع سياسة korenizatsiya، زودت الحكومة السوفيتية أكراد أرمينيا بإمكانية الوصول إلى وسائل الإعلام مثل الإذاعة والتعليم والصحافة بلغتهم الأصلية. أنشأت السلطات الأرمنية السوفيتية صحيفة ريا تيز الكردية (الطريق الجديد)، بالإضافة إلى إذاعة كردية تبث من يريفان. كان أول فيلم كردي هو زاري، والذي انتجه أرمنكينو في عام 1926، وأول رواية كردية كانت الراعي الكردي (Şivanê Kurmanca) من قبل عرب شاملوف وقد نشرت في يريفان في عام 1935. يوجد قسم كردي في معهد يريفان الحكومي للدراسات الشرقية.

## الأكراد في أرمينيا
أفضل تفسير للمعاملة المشبوهة تاريخيًا من قبل أرمينيا تجاه الأكراد المحليين، وخاصة الأكراد المسلمين، هي كونها رد فعل على حقيقة أن بعض القبائل الكردية في أرمينيا الغربية شاركت إلى جانب أتراك الدولة العثمانية أثناء عمليات الترحيل والإبادة الجماعية للسكان الأرمن خلال الحرب العالمية الأولى.[بحاجة لمصدر]
وفي جمهورية أرمينيا الأولى 1918-1920، حصل الأكراد على حقوق سياسية مثل انتخاب نائب كردي في البرلمان الأرميني، كما أصبح بعض الأكراد ضباطًا في الجيش الأرميني ونظموا وحدات كردية متطوعة.
خلال الحقبة السوفيتية تم نشر قدر كبير من الأدب الكردي في أرمينيا، وفتحت المدارس الوطنية والإذاعة. ووفقًا للموسوعة السوفيتية العظمى، كانت أرمينيا السوفيتية المركز الرئيسي للأدب الكردي. وفي عام 1925 تم افتتاح أكثر من خمسين مدرسة لأكراد أرمينيا.
في عام 1937 وخلال فترة الستالينية، أصبح العديد من الأكراد في أرمينيا، إلى جانب الأكراد في أذربيجان، ضحايا للهجرة القسرية، وتم ترحيلهم قسرًا إلى كازاخستان.
في الفترة ما بين 1992-1994، أُجبرت الأقلية الكردية في مقاطعتي لاتشين وكلبجر في أذربيجان على الفرار بسبب الغزو الأرميني أثناء حرب ناغورني قره باغ (أرتساخ).
بحسب مدير مركز البحوث الكردية، فإن الوضع مع الأكراد في أرمينيا اليوم طبيعي ولا يوجد أي تعصب صريح. يحتفظ قانون الانتخابات الأرميني بمقعد واحد في البرلمان لممثل الأقلية الكردية.

## التركيبة السكانية
| المحافظة    | 2001   | 2001 | 2011   | 2011 |
| المحافظة    | رقم    | ٪    | رقم    | ٪    |
| ----------- | ------ | ---- | ------ | ---- |
| أرمينيا     | 42٬139 | 1.3% | 37٬470 | 1.2% |
| آرماوير     | 17٬793 | 6.4% | 17٬063 | 6.4% |
| آراغاتسوتن  | 7٬251  | 5.2% | 7٬090  | 5.3% |
| أرارات      | 5٬972  | 2.2% | 5٬001  | 1.9% |
| يريفان      | 4٬825  | 0.4% | 3٬361  | 0.3% |
| كوتايك      | 4٬326  | 1.6% | 3٬305  | 1.3% |
| شيراك       | 981    | 0.3% | 763    | 0.3% |
| لوري        | 802    | 0.3% | 663    | 0.3% |
| Gegharkunik | 124    | 0.1% | 114    | 0%   |
| تاووش       | 60     | 0%   | 44     | 0%   |
| سيونيك      | 4      | 0%   | 26     | 0%   |
| وايوتس جور  | 1      | 0%   | 10     | 0%   |

## العلاقات الثقافية الكردية الأرمنية
جمع الملحن الأرمني البارز كوميتاس العديد من الأغاني الشعبية الأرمنية والكردية والتركية، وفي عام 1897 حصل على شهادة في دراسات الموسيقى الكردية من جامعة فريدريك ويليام في برلين.
استخدم الشاعر الأرمني هوفانيس شيراز دوافع الأسطورة الكردية في قصيدته الشهيرة «سيامانتو وخجيزاري».[بحاجة لمصدر]

## أكراد أرمينيا البارزين
- ولد نجم الدين أيوب وشقيقه شيركوه بالقرب من مدينة دفين القديمة (بالقرب من القرية التي تحمل الاسم نفسه حاليًا). لقد أسس نجله صلاح الدين الأيوبي[13][14] سلالة تحت اسم والده عرفت باسم الدولة الأيوبية وقاد المعارضة الإسلامية للفرنجة والصليبيين الأوروبيين الآخرين في بلاد الشام.